# Die Türkin
Die Türkin ist der Titel eines 1999 erschienenen und mit dem Heimito von Doderer-Literaturpreis ausgezeichneten Romans des deutschen Schriftstellers Martin Mosebach.

## Handlungsverlauf
Ein 35-jähriger promovierter Kunsthistoriker verliebt sich in Frankfurt in die Türkin Pupuseh Calik, reist ihr ins Heimatland nach und verbringt dort einige Wochen in der im westlichen Taurusgebirge gelegenen Provinz Isparta, d. h., wie er es benennt, in der Landschaft des antiken Lykien. In „Ich-Form“ und im Sprachduktus des in Mythologien, Märchen und der klassischen Geschichte Gebildeten erzählt und reflektiert er, mit für ihn typischen theoretischen, labyrinthischen Zirkeln, die interkulturelle Beziehung in Verbindung mit dem Erlebnis eines fremden Landes.

### Frankfurt (Kp. 1 – 10)

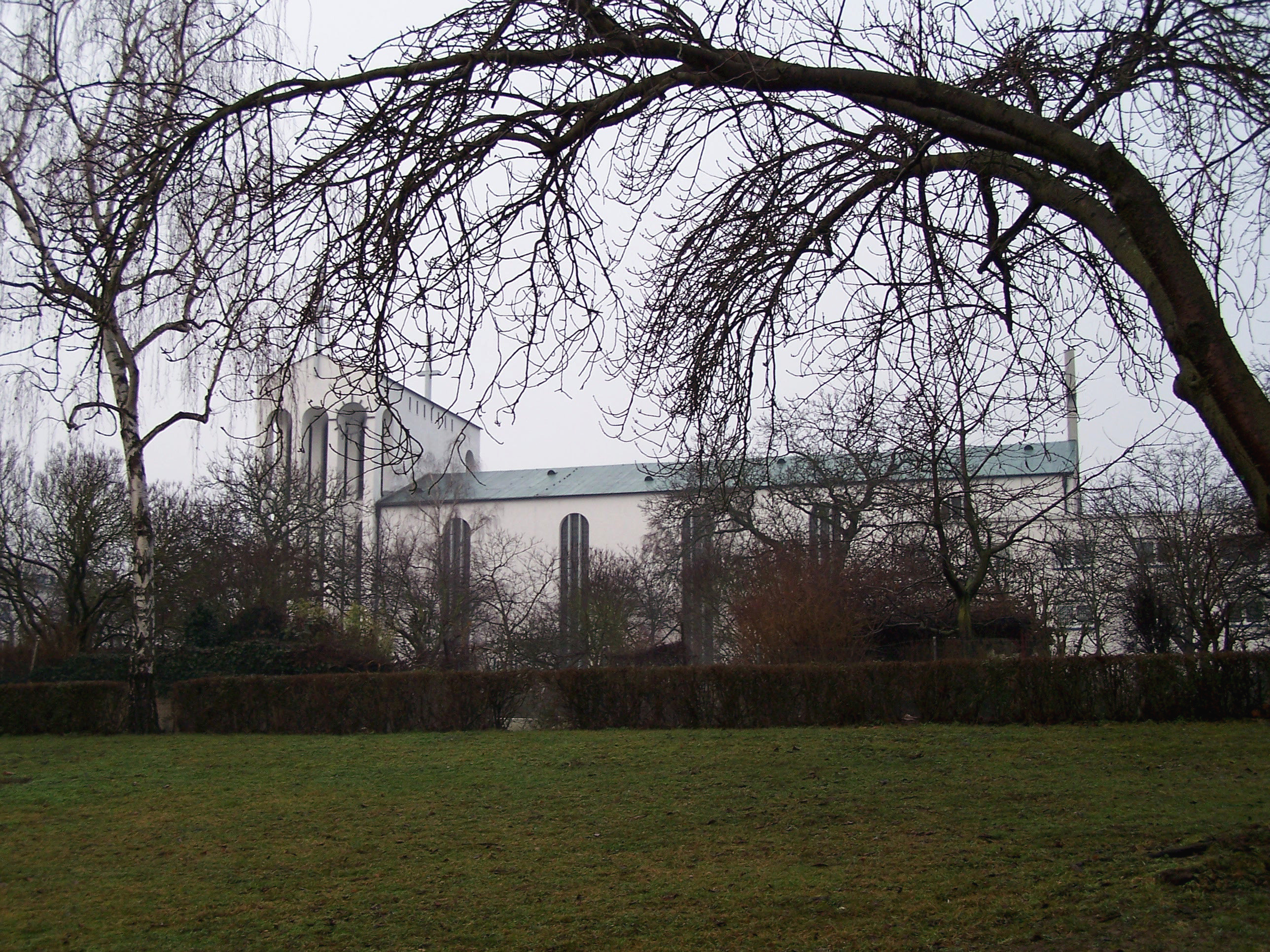
Im Park am Bornheimer-Hang vor der Heilig-Kreuz-Kirche entdeckt der Erzähler in einem Bild der Harmonie Pupuseh inmitten einer Gruppe türkischer Frauen.

Professor Ryschen, der vor seiner Emeritierung stehende Doktorvater des Erzählers, vermittelt dem bisher vom Akademiesystem behüteten (Stipendium an der  Hertziana in Rom) Wissenschaftler eine Assistentenstelle mit Aufstiegsperspektiven bei dem mit ihm befreundeten, renommierten New Yorker Antiquar Hirsch (Kp. 1, 2, 4, 5, 6), die er sofort antreten soll. Er ist unsicher, ob sich dadurch seine Position verbessert oder ob er nur die Abhängigkeit von einer Bezugsperson austauscht („Ich betrat mit Hirsch eine neue Etage meines Lebens, verließ aber nicht das Gebäude, in dem ich bisher als Wurm im Souterrain gehockt hatte.“), sieht aber die Möglichkeit der Befreiung von Fakultät und Stadt: „Jetzt galt es, sich dem Schicksal zu überlassen, wie eine begabte Tänzerin sich der Führung ihres Partners überlässt“.
In dieser Situation der Neuorientierung verliebt sich der im Umgang mit der Realität wenig erfahrene Protagonist in die Türkin Pupuseh, von der Wasserhäuschenfrau Jasmin genannt, eine neue Angestellte in der Wäscherei Hüsseins (Kp. 3, 5), die er beim zweiten Besuch als „schwarzen Schattenriß“ hinter den Scheiben des Geschäfts (Kp. 6) entdeckt und zum Abendessen einlädt, was sie ablehnt. Schließlich beobachtet er, bei einem Gang durch die vom Zentrum zum „Niemandsland“ der Peripherie immer substanzloser werdende Stadt (Kp. 7), zufällig das Mädchen im Kreis türkischer Frauen, u. a. einer Kurdin, die in seinem Friseursalon arbeitet, bei Sonnenuntergang in einem Platanenhain. Dieses Bild der „Eingliederung in eine Umgebung“ beeindruckt den isolierten modernen Stadtmenschen, er phantasiert von einem gemeinsamen Leben („Es war so einfach wie nichts auf der Welt, die unsichtbare Mauer zu durchbrechen“.) mit ihr in New York (Kp. 8) und sieht in der zufälligen Befolgung ihrer rätselhaften Gestik-Botschaften eine schicksalhafte Bestätigung seiner Wunschgedanken: Er geht zur Friseuse Zeynab, Pupusehs Cousine, die schon über seine Avancen informiert ist und ein Treffen arrangiert. Dieses findet jedoch nicht statt, weil der noch verheiratete Wäschereibesitzer bei ihrem Onkel Muzafer Calik, ihrem Vormund, um sie geworben hat und sie sicherheitshalber nach Girmeler zurückgebracht worden ist, da der Familienchef andere Heiratsziele verfolgt (Kp. 9, 10). Zeynab warnt den Kunstwissenschaftler davor, zu Pupuseh eine direkte Verbindung zu suchen, und gibt ihm die Adresse einer Freundin, Gülen Kocabas, aus dem Nachbardorf Yakaköy, welche die an Zeynab zu richtenden Briefe weiterleiten würde.
Am Flughafen entschließt er sich plötzlich, ohne „das Unerklärliche mit etwas Unerklärlichem zu erklären“ nicht nach New York, sondern nach Antalya zu reisen.

### Lykien (Kp. 11 – 30)

#### Erkundung des Landes
Im Flugzeug lernt der Protagonist einen pensionierten Dolmetscher (den Dragoman) kennen, der lange Zeit in Deutschland für die Post gearbeitet hat, und ihm anbietet, ihn nach Yakaköy, das in der Nähe seiner Stadt liege, mitzunehmen. Da er vermutet, dass der Deutsche Archäologe ist und wieder mit Grabungen in der Nähe des Dorfes beginnen will, was dieser erleichtert bestätigt (Kp. 11), setzt er ihn vor dem Haus des Nihat Kocabas ab, in dem früher die Forscher als gut zahlende Gäste wohnten. Eine seiner fünf Töchter ist Gülen, Pupusehs Freundin (Kp. 12).
Nach diesen glücklichen Zufällen entwickelt der Erzähler eine Strategie für eine unerkannte Annäherung an die Geliebte: Er will nicht auf der Straße, sondern durch das freie Gelände nach Girmeler wandern (Kp. 13). In einer „Irrfahrt ohne Plan“ landet er in den Ruinen eines antiken römischen Theaters, „Girmeler [dagegen] blieb verschwunden.“ Er beginnt seine Situation zu erahnen: „Was man hier zum Greifen nahe [sieht], das verschwinde[t] nach ein paar Schritten und tauch[t] dann nach ein paar weiteren in einer anderen Richtung in weiter Ferne auf. Dies [ist] ein verhextes Land.“
Aus dieser Lage befreit ihn ein echter Archäologe, der Wissenschaftliche Rat a. D. Justus Palm, welcher sich in einem alten, eine in den Felsen gehauene Grabkammer erweiternden, Häuschen einquartiert hat und die offiziell abgebrochenen Grabungen als Hobby weiter verfolgt. Er durchschaut in einem späteren Gespräch (Kp. 20, 21) die geheimen Absichten der Hauptfigur und rät ihr in Kenntnis der Pläne Muzafers: „Dies ist kein Platz für unverbindliche Liebesabenteuer. […] man merkt Ihnen an, wie tief Sie noch im Irrealen stecken […] lassen Sie Pumphöschen [= Pupuseh] in Ali Babas Höhle […] holen Sie sie nicht heraus in die Welt“. In ihm findet der Erzähler seinen Führer im fremden Land (Kp. 14, 21). Er bringt ihn aus der Wildnis zurück und macht ihn, wie auch Nihats Bruder, der Schneider Ibrahim, mit der Landschaft rund um Yakaköy, z. B. die Höhle mit der Schwefelthermalquelle (Kp. 18), den Besonderheiten der Menschen und ihrer Kultur (Kp. 20, 26) bekannt, z. B:
- Zwei junge Ingenieure, Ünal und Turhan, die in Deutschland eine Tierzuchtakademie besuchten, wollen nun in eigener Verantwortung an den Taurushängen Forellenzuchtbecken bauen. Als Grundlage dient ein Wasserrecht, das Ünal als Mitgift einer von seinem Vater mit Muzafer Calik vereinbarten Heirat erhält (Kp. 15). Der Protagonist, der den Namen der Braut noch nicht kennt, ist von der Eindeutigkeit und „holzschnitthaften Einfachheit“ der Reden beider Techniker beeindruckt. Ihm wird im Vergleich zu seiner Zweidimensionalität klar: „Diese beiden jungen Männer besaßen etwas, was man hier besitzen musste. Ohne diese klar geprägte Form der Person würde ich auf die Dauer in den Augen Pupusehs sehr unvorteilhaft, ja vielleicht überhaupt nicht wirken“.[16] „Aber“, fragt er sich, „kann man einfach werden wollen? […] Das alles konnte ohne Pupuseh nicht gelingen. Sie war die Verwandlerin.“[17]

- Die staatsbürgerliche Kemal Atatürk-Feier (Kp. 16) in einer Schule, zu der die Landbevölkerung wie in Prozessionen mit Traktorgespannen und Autos anreist und sich zu einem strukturierten Gesellschaftsbild gruppiert, wobei er Pupuseh in Landestracht auf dem „Frauenhügel“ erblickt, geben dem Erzähler einen weiteren Einblick in sein Abenteuer („Vielleicht war es unmöglich, was ich wollte, aber töricht war es nicht“[18]) und in die Traditionen des Landes: „Wie kann man als Außenstehender überhaupt von solchen festgefügten Welten erzählen, von denen man nichts weiß, denn das jeweils Sichtbare ist ja nur die alleroberste Oberfläche, unter der sich der eigentliche Körper und Organismus befindet, der nicht einmal erahnt werden kann.“[19]

- Palm führt den Protagonisten zum „Treffen der Veteranen“ (Kp. 21): „Hier sehen Sie, was in der Türkei als Paradies auf Erden gilt, eine im Zeitlichen verwirklichte Paradiesvorstellung“.[20] Männer und Frauen der hierarchisch organisierten Gesellschaft lagern getrennt auf den in einer Naturidylle aus beschatteten Bächen und Kanälen auf Pfählen gebauten Holzterrassen:. „Muzafer thronte im Schneidersitz auf dem zentralen Diwan. Er nickte gnädig, als er mich sah. […] Diese Lager im Grünen waren ein großer erotischer Traum. […] Hier mit Pupuseh zu liegen, die Dämmerung zu erwarten, die bunten Lampions über uns schweben zu sehen, zu trinken und zu küssen, wie es dann wohl in der persischen Anakreontik hieße, das wäre der Gipfel, das wäre die Erfüllung eines ganzen Lebens. Aber solche Träume standen im Gegensatz zu meiner realen Umgebung. Das war ein anderes Volk, nicht die Nachfahren Hafis.“[21]

- Im Hof seiner Wirtsleute Nihat und Seliha beobachtet er das ländliche Leben der Familie (Kp. 23) und die Gruppenarbeitsweise beim Fladenbrotbacken und Tomateneinmachen (Kp. 17), wobei auch Pupuseh mit den Frauen ihrer Familie mithilft.

- Pupusehs Bruder Fazli, der Wächter der Höhle (Kp. 18) bringt ihn ins Dorf Girmeler (Kp. 19), das aus behauenen Steinen und Säulenresten des alten griechischen Sidyma gebaut ist: „Die […] gemeißelten Schmuckteile der verlorengegangenen Gebäude […] waren zu Bauklötzen einer unordentlichen Bauernwirtschaft geworden, die in aller Unschuld ihre Häuserhöhlen […] aus Edelsteinen aufbaute.“[22] Vor diesem zusammengestückelten historischen Hintergrund sieht er träumerisch die durch antike Türpfosten schreitende Pupuseh „in einem weit europäischeren Zusammenhang als ihn alle deutschen Schulen auf einmal hätten vermitteln können“.[23]

#### Befreiung oder Entführung?
Immer mehr verschmilzt sein Bild der Geliebten mit der gebirgigen Landschaft und den Menschen ihrer Provinz, er wird sich zunehmend einerseits seiner märchenhaften Vorstellungen, andererseits der Unterschiede ihrer Lebensvorstellungen sowie der geringen Gemeinsamkeiten bewusst (Kp. 22) und seine Stimmungslage verändert sich von Tag zu Tag (Kp. 23). In einem von Palm geliehenen Band aus Tausendundeiner Nacht (Kp. 22) liest er die „Briefe an die abwesende Geliebte“ und erotische Beschreibungen und projiziert sie auf sich und die Orientalin, die als Wäschereiangestellte nur in einer „Verkleidung als Großstadtnymphe“ auftrat. Einmal sieht sich der Protagonist als Befreier des Mädchens vom Heiratsdiktat des Patriarchen, in seinen Phantasien taucht die Option einer Flucht in die emanzipierte Zivilisation nach Frankfurt oder New-York auf: „Sollte ich Pupuseh entführen? Entführung war ein großes, ein romanisches Wort, wenn ich ihr einen Flugschein nach Frankfurt übergab, entführte ich sie nicht. Sie machte dann von ihrer Freiheit Gebrauch, sich dorthin zu begeben, wohin sie wollte. Dies war das Ende des zwanzigsten Jahrhunderts.“
Zum anderen scheint sie ihm, in selbstverständlicher Akzeptanz archaischer Rituale, mit den Frauen ihres auf antiken Fundamenten errichteten Dorfes vor dem Gebirgspanorama verschmolzen zu sein und den „ganzen aus unendlichen Teilchen bestehenden Milieu- und Kulturhintergrund einer Deutschen“ nicht zu besitzen. Trotz seiner Vorbehalt und der Versuche einer realistischen Einschätzung träumt er weiter davon, sie zu erobern und den rivalisierenden Ingenieur zu übertreffen (Kp. 22): Mit Hilfe seiner Märchenlektüre stellt er sich orientalisches Fühlen, Denken und  Werben vor, kauft in Kemer (Kp. 25) eine goldene Kette als Geschenk („Sie war nicht schön, aber ihre Überreichung wäre eine eindrucksvolle Geste. Die wurde jetzt gekauft.“) und überlegt: „Was sagte Ünal zu seiner Braut, die er mitsamt ihrer Bergwasserquelle in sein Haus führen würde? Ich fürchtete, das war kein Mann von Komplimenten.“
Die ganze Zeit über ist der deutsche Akademiker im Telefon-Kontakt mit Zeynab, mit der er sich austauscht, die ihn berät und ihm die Botschaft Pupusehs überbringt, er solle zum Bayram-Opfer-Fest nach Girmeler kommen (Kp. 24, 25). Dort flüstert sie ihm den Treffpunkt für ein Gespräch zu, nachdem sie ihre Aufgabe erfüllt hat, dem Imam das Messer für die Tötung des Ziegenbockes zu reichen. Sie ist für ihn in dieser Situation nicht mehr „das Mädchen aus der Wäscherei“: „[D]as war nun längst eine Verkleidung, unter der sie mit [ihm] in Verbindung getreten war, um [ihn] auf bisher unbetretenes Territorium zu locken“ Er hat bisher angenommen, sie sei mit ihrer Umgebung „in einem gewissen Dissens“ und „suche Zuflucht“ bei ihm. Jetzt sieht er, dass das falsch war.

#### Pupusehs Bewerber
Hüssein erscheint plötzlich in Yakaköy im Hof Nihats (Kp. 26). Der Erzähler fürchtet, von ihm als Rivale erkannt und demaskiert zu werden, und lässt sich von Palm auf dessen Motorrad in das Dörfchen Gelemis, nahe dem Meer, fahren (Kp. 27), um von dort aus zum Geheimtreffen nach Girmeler zu kommen.(Kp. 28) Gegen elf Uhr nachts wandert er zur angegebenen Grabruine und erwartet die Geliebte. Auf das Liebesgeständnis antwortet das Mädchen tranceartig, automatenhaft und hilflos dreimal mit „Ja?“. Nachdem sie wieder im Dunkeln verschwunden ist, resümiert der Protagonist: „Welch ein Dialog![…] ich weiß – sie war mit großer Gewalt zu mir hingezogen. Ich war nur nicht die einzige Kraft, die an ihr zog. […] und so hoben sich die Kräfte auf, und Pupuseh stand wie verzaubert, bewegungsunfähig in der Mitte auf ihrem Platz und wartete, dass sich dies Patt löste.“ Das kurze Rendezvous wird durch die Ankunft Hüsseins beendet und der Wäschereibesitzer erzählt ihm (Kp. 29), bevor er an einem Herzinfarkt stirbt, die Vorgeschichte: Vor ihrer Frankfurter Zeit gab es einen Streit zwischen zwei Bewerbern, die beide Ansprüche auf die schöne Pupuseh erhoben, so dass sie nach einem Eklat zur Beruhigung der Szenerie nach Deutschland zu Hüsseins Familie geschickt wurde, der sich in sie verliebte und ebenfalls um sie warb. Das Mädchen habe sich ihm gegenüber an einer Heirat interessiert gezeigt, doch traditionell zurückhaltend auf ihren Vormund verwiesen. Er sei jedoch von Muzafar abgewiesen worden, denn dieser wolle seine Nichte übermorgen mit dem Ingenieur Ünal verheiraten. Der Erzähler weiß jetzt, „worin genau [seine] Chance bestanden hätte, als Pupuseh zu [ihm] kam und [ihm] die einzig mögliche Gelegenheit gab herauszufinden, was sie wirklich empfand“, und diese Bereitschaft hätte seine Aktivität erfordert.
So reist er nach Hüsseins Begräbnis und Pupusehs Hochzeit (Kp. 30) mit dem Gefühl, „eine Zukunft zurück[zulassen]“ nach Frankfurt, wo er von Zeynab vom Flughafen abgeholt wird.